# Sinda
Sinda (gr. Σίντα, tur. İnönü) – wieś na Cyprze, w dystrykcie Famagusta. Położona jest na terenie republiki Cypru Północnego.